# Cleptocaccobius inermis
Cleptocaccobius inermis är en skalbaggsart som beskrevs av Gilbert John Arrow 1931. Cleptocaccobius inermis ingår i släktet Cleptocaccobius och familjen bladhorningar. Inga underarter finns listade i Catalogue of Life.